# Lanvin (chocolat)
Pour les articles homonymes, voir Lanvin (homonymie).
Lanvin est une ancienne chocolaterie et une marque commerciale de confiseries chocolatées industrielles appartenant à la société Suisse Nestlé,. 
L'usine historique, basée à Dijon dans la zone industrielle « Cap nord », dernièrement connue sous le nom de Chocolaterie de Bourgogne ferme temporairement ses portes en mars 2021 après de multiples rachats.
En mai 2022, René Loquet (ancien directeur général du site) reprend la Chocolaterie de Bourgogne. En tant que dirigeant de l'entreprise et seul actionnaire, il permet le redémarrage de la production en septembre de la même année.

## Histoire

### Entreprise familiale
Les Lanvin sont au tournant du XXe siècle une famille de fabricants de sucre du Nord de la France. Afin de fuir la concurrence, trop forte dans cette région, Auguste Lanvin prend la décision de délocaliser son usine en 1912 à Brazey-en-Plaine, près de Dijon. La « Sucrerie bourguignonne » nouvellement créée, la famille achète en 1921, une petite chocolaterie située à Dijon, rue Chabot Charny. Elle devient la « Sucrerie Bourguignonne et Chocolaterie Lanvin S.A. ». Elle n'emploie alors que neuf ouvriers et s'adresse à un marché essentiellement local à travers les marques Omnia ou Montbla. 

### Essor industriel
Très rapidement, la chocolaterie se développe et prend de l'envergure : le fils d'Auguste, Pierre Lanvin, la transforme en établissement industriel et déménage la chocolaterie en 1926 au 10, boulevard Carnot, s'étendant bientôt jusqu'au 16, entre les rues Jacotot et Prieur-de-la-Côte-d’Or. Deux cents personnes travaillent alors à la chocolaterie et plus encore aux périodes de Noël. La notoriété de la marque grandit, grâce à une communication originale : dans les années 1930 les tablettes sont emballées avec une image à collectionner. En 1934 est créé ce qui deviendra l'emblème de la marque, l'« Escargot de Lanvin ». Pendant la Seconde Guerre mondiale, les restrictions ralentissent son activité et l'usine produit alors surtout des confiseries. 
En 1946 l'entreprise prend le nom de « Chocolaterie Lanvin S.A. ». Les années 1950 marquent la montée en puissance de la marque : l'usine se modernise, des dépôts sont ouverts dans toute la France. L'usine continue à s'étendre et, après la mort de Pierre Lanvin, l'entreprise, reprise par son fils Étienne, décide de la construction en 1968 d'une nouvelle usine de 17 000 m2 à Dijon, rue de Cluj, dans la ZAE Cap Nord.
C'est en 1970 que Lanvin fait réaliser une publicité qui marque les esprits : elle met en scène Salvador Dalí, dont les moustaches sont exploitées pour introduire un effet comique. Celui-ci s'exclame : « Je suis fou… du chocolat Lanvin ! ». Cette époque marque l'apogée de la marque : elle détient 6 à 8 % du marché français du chocolat et près de 20 % au moment de Noël.

### Lanvin à l'heure de la mondialisation
Au milieu des années 1970, avec la hausse brutale du coût des matières premières et le blocage des prix par le gouvernement de Raymond Barre, Lanvin se retrouve dans une situation difficile, comme tous les chocolatiers indépendants. La chocolaterie entre dans le groupe anglais Rowntree Mackintosh Confectionery (en) en 1977, mais Étienne Lanvin reste secrétaire général. Il prend sa retraite en 1986. Si l'usine dijonnaise continue de produire les Escargots pralinées, la production devient principalement orientée vers les barres chocolatées Lion. Rowntree-Mackintosh est lui-même absorbé par le groupe suisse Nestlé en 1988. 

### Reliquat de la chocolaterie dijonnaise
Le groupe suisse cède en 2007 l'usine à Barry Callebaut, un de ses sous-traitants, qui la cède à son tour pour un euro au mois de décembre 2012 à Philippe Bosquillon de Jarcy. L'entreprise devient la « Chocolaterie de Bourgogne », mais Nestlé conserve la marque Lanvin, et qui commercialise ses produits sous la dénomination « L'Escargot Lanvin », dont la recette originale est modifiée en 2014.
En février 2018, l'usine est reprise en liquidation par le groupe espagnol Lacasa (en), qui ne parvient cependant pas à redresser la situation. La Chocolaterie de Bourgogne est liquidée en mars 2021.
En mai 2022, René Loquet (ancien directeur général du site à l'époque de Lacasa) reprend la Chocolaterie de Bourgogne et relance la société en septembre 2022.